# Бутано-таиландские отношения
Бутано-таиландские отношения ― двусторонние дипломатические отношения между Королевством Бутан и Королевством Таиланд, которые были официально установлены в 1989 году. Таиланд является одним из всего лишь 53 государств, которые имеют официальные дипломатические отношения с Бутаном.

## История

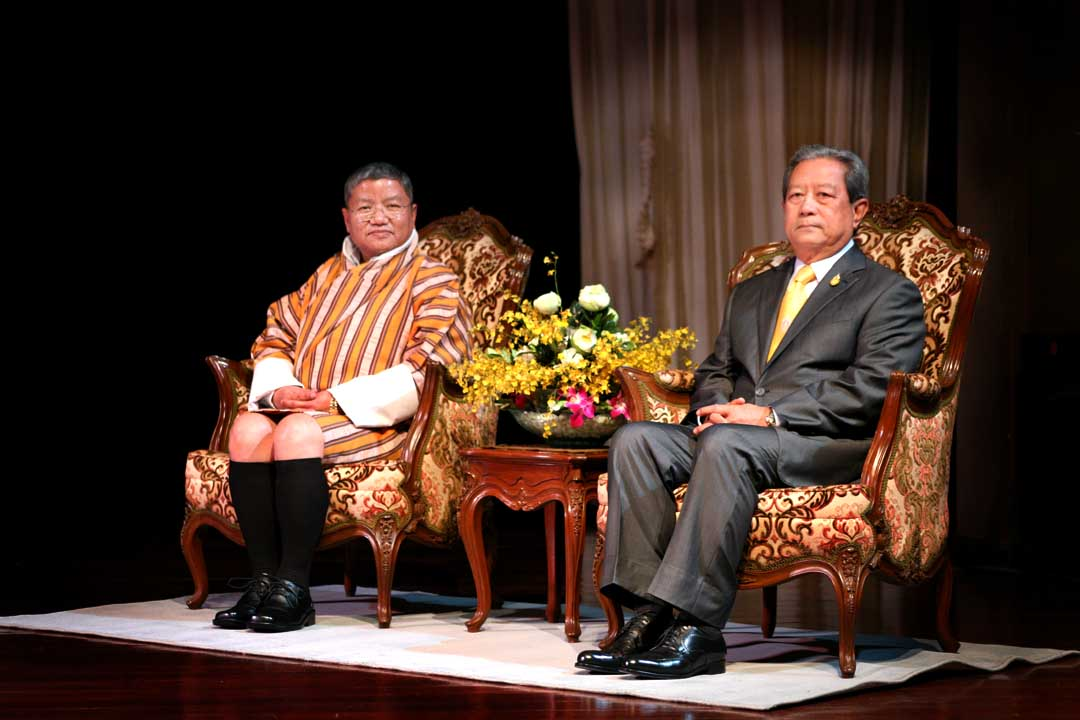
Бывший премьер-министр Бутана Кинзанг Дорджи (слева) с экс-премьер-министром Таиланда Сурайудом Чуланоном на встрече в Бангкоке в 2007 году. Бутанский премьер-министр носит традиционную одежду.

Установленные в 1989 году, дипломатические отношения между Бутаном и Таиландом в последние десятилетия активно развивались. Обе страны имеют множество общих черт: так, оба государства расположены в юго-восточной Азии, оба имеют монархическую форму правления. Как в Бутане, так и в Таиланде большинство населения составляют буддисты, а буддийская религия оказала серьёзное влияние на культуру народов обоих государств. В Бутане действует тайское консульство, хотя международные контакты происходят также и через посольство Таиланда, которое располагается в городе Дакка в Бангладеш.

## Культурные связи
В последние годы наблюдается значительный рост в сфере обмена туристами между двумя странами. В 2014 году по поручению премьер-министра Бутана Церинга Тобгая туристические операторы страны разработали программы по привлечению туристов из Таиланда. Бутан и Таиланд также способствуют развитию сотрудничества в области образования. В нескольких тайских высших учебных заведениях, как то Университет Принца Согкла и Университет Рангсит, проходят обучение студенты из Бутана. Тайские университеты предоставляют стипендиальные программы для привлечения бутанских студентов.
В 2006 году принц Бутана (и нынешний король) Джигме Кхесар Намгьял Вангчук принял участие в торжественном открытии Королевского парка Ратчапхруек в северном Таиланде в честь 60-летия тайского короля Пумипона Адульядета.
10 ноября 2009 года посольство Таиланда в Дакке открыло «Парк тайско-бутанской дружбы» в сотрудничестве с администрацией города Тхимпху, столицы Бутана. Основание парка был призвано отметить 20-летие установления дипломатических отношений между двумя странами, а также годовщину коронации пятого короля Бутана, Джигме Кхесара Намгьяла Вангчука. Парк находится в ведении администрации города Тхимпху. Тогда же были проведены торжества в честь 54-й годовщины со дня рождения Джигме Сингая Вангчука, четвёртого короля Бутана, и 82-й годовщины со дня рождения Пумипона Адульядета, короля Таиланда.
В июне 2017 года при участии королевы Бутана Джецун Пема Вангчук и премьер-министра Таиланда Танасака Патимапракорна был проведён первый бутано-таиландский фестиваль при Бутанском фонде молодёжного развития.